# Międzynarodowy Festiwal Kolęd i Pastorałek
Międzynarodowy Festiwal Kolęd i Pastorałek im. ks. Kazimierza Szwarlika (MFKiP) (do 2012 Ogólnopolski Festiwal Kolęd i Pastorałek (OFKiP)) – festiwal muzyki świątecznej odbywający się corocznie w Będzinie. W latach 2007–2009 patronat nad nim obejmował prezydent RP Lech Kaczyński, w 2010 r. żona prezydenta – Maria Kaczyńska, a w 2018 r. prezydent RP Andrzej Duda.
Eliminacje odbywają się w grudniu, w 33 ośrodkach w Polsce oraz na Ukrainie i Białorusi. W 2010 roku wzięło w nich udział 1780 wykonawców (ponad 22 tys. osób). Koncert galowy ma miejsce w styczniu w Sanktuarium Polskiej Golgoty Wschodu w Będzinie-Syberce.
Festiwal jest największą tego typu imprezą w Polsce. Opiera się w całości na pracy wolontariuszy.
Co roku zwiększa się zainteresowanie festiwalem – tak ze strony uczestników, publiczności, jak i mediów lokalnych i ogólnopolskich.

## Przebieg konkursu
Ogólnopolski Festiwal Kolęd i Pastorałek ma formułę konkursu, którego przebieg jest dwuetapowy. W pierwszym etapie występują wszyscy uczestnicy spełniający wymagania formalne. Przesłuchania odbywają się w grudniu w 31 miastach w Polsce i 2 na Ukrainie. W drugim, styczniowym etapie biorą udział najlepsi uczestnicy pierwszego etapu, bez względu na reprezentowaną kategorię (decyduje liczba uzyskanych punktów) nie więcej jednak niż dwóch przedstawicieli tej samej kategorii. Po trzech dniach finałowych przesłuchań ma miejsce koncert galowy połączony z ogłoszeniem laureatów.

## Uczestnicy
Udział w konkursie mogą brać wyłącznie amatorzy (w tym dzieci szkół muzycznych stopnia podstawowego).
W konkursie mogą brać udział soliści, duety, zespoły wokalne i wokalno-instrumentalne, zespoły regionalne, schole i chóry działające w szkołach, domach kultury, parafiach, stowarzyszeniach, organizacjach polonijnych, a także osoby niezrzeszone.

## Nagrody
W trakcie festiwalu przyznawane są nagrody:
- Grand PrixFestiwalu
- trzy nagrody /I, II, III miejsce/ w poszczególnych kategoriach
- nagroda specjalna za najlepsze wykonanie polskiej kolędy lub pastorałki tradycyjnej
- nagroda specjalna za najlepszą nowoczesną aranżację kolędy (od 2011 roku)
- wyróżnienia w poszczególnych kategoriach

## Laureaci nagrody Grand prix
- 2018 – Chór VIII Liceum Ogólnokształcącego i 58. Gimnazjum im. Króla Władysława IV w Warszawie
- 2017 – Zespół wokalno-instrumentalny „Siwy Dym Czarne Chmury” z Liceum Ogólnokształcącego im. Kazimierza Jagiellończyka w Sieradzu
- 2016 – Zespół Pieśni i Tańca Gminy Pruszcz Gdański „Jagódki”
- 2015 – solistka Kinga Kowalkowska z Gorzewa
- 2014 – Chór „Kraj Rodzinny” z Domu Polskiego w Baranowiczach na Białorusi
- 2013 – zespół „Śpiewająca Rodzinka” z Wiejskiego Domu Kultury w Gorzycach
- 2012 – Chór Akademii Techniczno-Humanistycznej z Bielska-Białej
- 2011 – zespół „Szalone małolaty” z Elbląga
- 2010 – chór „Animato” z Pawłowic
- 2009 – zespół „Mikano” z Sierakowa
- 2008 – Rodzinna Kapela Bugajskich z Kęt

(wg źródła)